# Alvin (keresztnév)
Az Alvin germán eredetű angol illetve német név, elemeinek jelentése: nemes (vagy: tündér) és barát. Női párja az Alvina. 

## Rokon nevek
- Alvián:[1] alakváltozat[2]

Albin

## Gyakorisága
Az 1990-es években az Alvin és Alvián szórványosan fordult elő. A 2000-es években egyik sem szerepel a 100 leggyakrabban adott férfinév között.
A teljes népességre vonatkozóan a 2000-es években az Alvin és Alvián nem szerepelt a 100 leggyakrabban viselt férfinév között.

## Névnapok
Alvin, Alvián: május 19.

## Idegen nyelvi változatai
- Alwin (német)
- Alvin (angol)

## Híres Alvinok, Alviánok
„Alvin” utónevű személyek szócikkeinek listája a Wikidata alapján

## A populáris kultúrában
Alvin és a mókusok több azonos vagy hasonló című (animációs) film(sorozat) főszereplői, illetve egy magyar együttesé